# Maren Kroymann

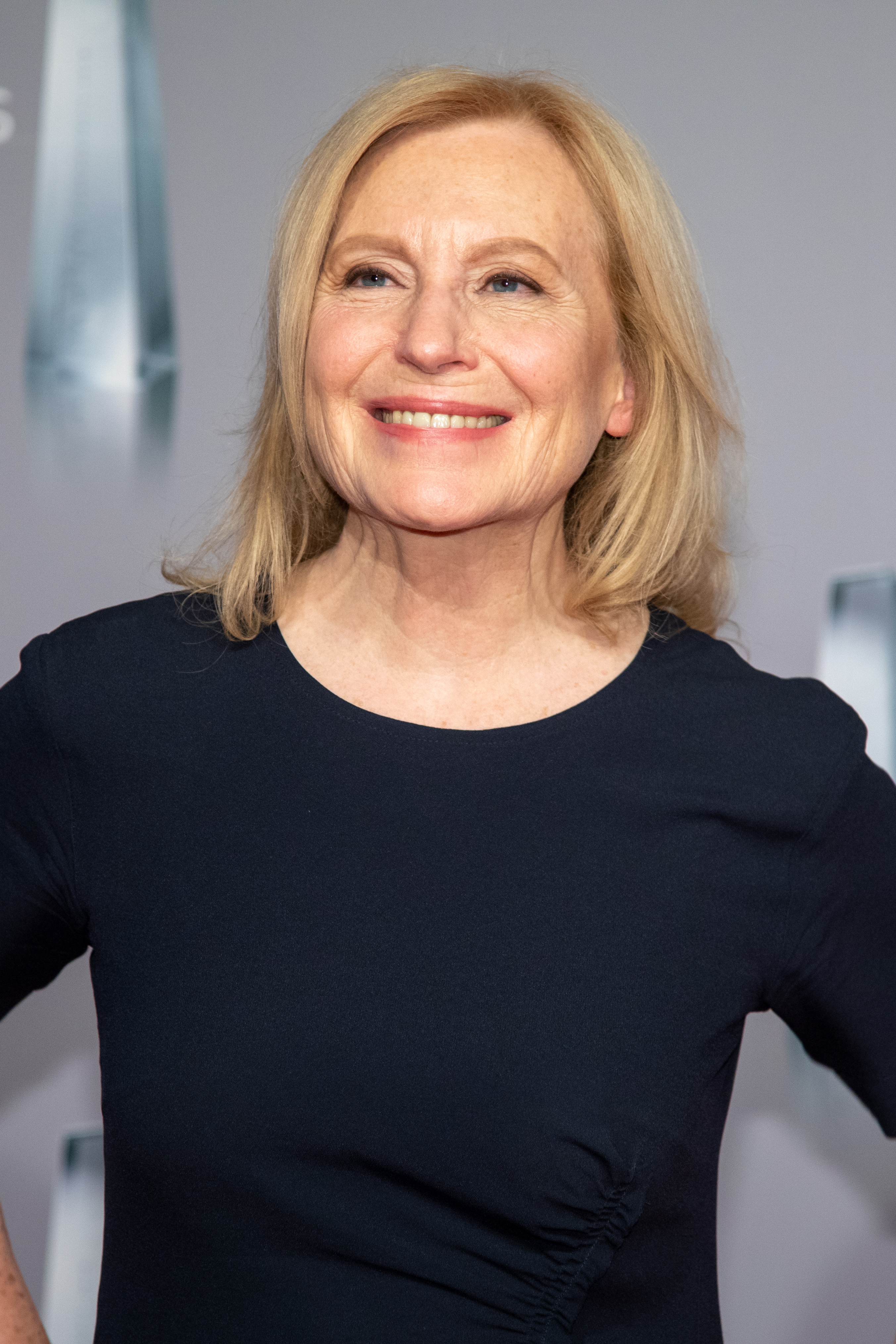
Maren Kroymann, 2019

Maren Kroymann (* 19. Juli 1949 in Walsrode) ist eine deutsche Schauspielerin, Kabarettistin und Sängerin. Einem breiteren Publikum wurde sie 1988 an der Seite von Robert Atzorn in der vom SDR produzierten Fernsehserie Oh Gott, Herr Pfarrer bekannt.

## Leben und Wirken

### Herkunft und Ausbildung
Kroymann wurde 1949 in Walsrode geboren und wuchs als jüngstes Kind der promovierten Romanistin Ilse Schoenian und des Professors für Altphilologie Jürgen Kroymann gemeinsam mit vier Brüdern in Tübingen auf. Ein Bruder ist der Kommunalpolitiker Albrecht Kroymann. Nach dem Abitur am Uhland-Gymnasium 1967 begann sie ein Studium der Anglistik, Amerikanistik und Romanistik an der Eberhard Karls Universität Tübingen und spielte parallel Theater. Nach Aufenthalten in den USA und Paris ging sie 1971 nach Berlin und arbeitete dort unter anderem im Hanns-Eisler-Chor. 1977 bestand sie das erste Staatsexamen für das höhere Lehramt.

### Arbeiten als Kabarettistin und Schauspielerin
Durch ihr erstes Bühnenprogramm Auf du und du mit dem Stöckelschuh (1982) wurde Kroymann einige Jahre später für das Fernsehen entdeckt. 1985 wirkte sie in Dieter Hildebrandts Scheibenwischer mit. Einem breiteren Publikum wurde sie 1988 an der Seite von Robert Atzorn in der vom SDR produzierten Fernsehserie Oh Gott, Herr Pfarrer bekannt. 1992 übernahm sie die Titelrolle in der Serie Vera Wesskamp. In Hape Kerkelings Filmsatire Kein Pardon spielte sie 1993 die Rolle der Doris. Von Oktober 1993 bis Dezember 1997 hatte sie mit Nachtschwester Kroymann, wie häufig berichtet wird, als erste Frau ihre eigene Satiresendung. (Tatsächlich hatte bereits die Kabarettistin Gisela Schlüter von 1963 bis 1982 die erste von einer Frau getragene regelmäßige Comedy-Sendung, bildete damit aber zunächst eine Ausnahme und schrieb im Unterschied zu Kroymann ihre Texte nicht selbst.)

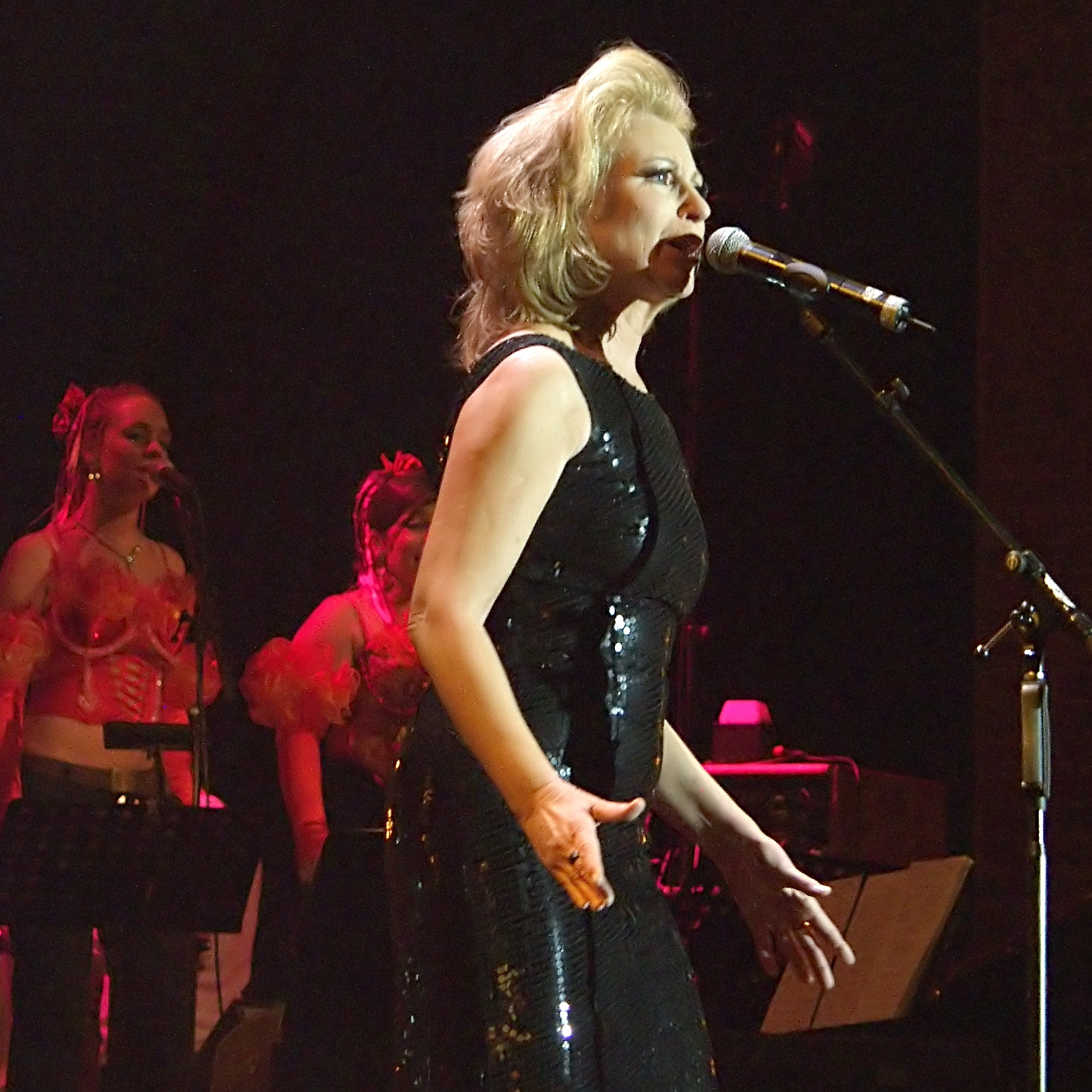
Maren Kroymann, 2006

2000 erhielt Kroymann den Berliner Frauenpreis für ihr „Werk als Kabarettistin und Schauspielerin und ganz besonders für ihr mutiges und wegweisendes feministisches Kabarett“.
Zur selben Zeit begann sie, Balladen und Country-Songs in ihrem Programm Gebrauchte Lieder zu präsentieren. Von 2001 und 2009 übernahm sie die durchgehende Rolle der Anke Degenhardt in der RTL-Comedyserie Mein Leben & Ich. 2006 spielte sie zusammen mit Kostja Ullmann in Angelina Maccarones Beziehungsfilm Verfolgt, der im Wettbewerb Cineasti del Presente des 59. Filmfestivals von Locarno mit dem Goldenen Leoparden ausgezeichnet wurde. Für ihre Darstellung als Bewährungshelferin, die sich in eine gefährliche Liaison mit einem jugendlichen Straftäter verstrickt, erhielt sie 2007 den Preis der deutschen Filmkritik. Im selben Jahr wirkte Kroymann in dem Dokumentarfilm Tote Schwule – Lebende Lesben von Rosa von Praunheim mit, der 2008 auf der Berlinale uraufgeführt wurde.
Anlässlich ihres Jubiläums 50 Jahre Pubertät entwickelte Kroymann das Bühnenprogramm In My Sixties. Nach Voraufführungen in Bremen hatte ihr Programm im September 2011 in der Berliner Kleinkunstbühne Bar jeder Vernunft Premiere. 2012 spielte sie unter der Regie von Tim Trageser in dem ZDF-Krimi Kommissarin Lucas – Die sieben Gesichter der Furcht an der Seite von Ulrike Kriener in einer Episodenhauptrolle die Schriftstellerin und Naturzentrum-Leiterin Anna Stern. Im Juni 2014 wurde sie mit dem Sonderpreis des Prix Pantheon, dem Kabarett-Preis des Bonner Pantheon-Theaters, für ihr Lebenswerk ausgezeichnet. Im April 2015 erhielt sie den Ehrenpreis des Kleinkunstpreises Baden-Württemberg. Im November 2015 wurde der Curt-Goetz-Ring von Harald Martenstein an sie weitergegeben.
Seit März 2017 ist sie mit der Satiresendung Kroymann im Ersten zu sehen. Hierfür erhielt sie 2018 gemeinsam mit Philipp Käßbohrer und Matthias Murmann von der Deutschen Akademie für Fernsehen die Auszeichnung in der Kategorie Fernsehunterhaltung, 2019 sowohl den Bayerischen Fernsehpreis als auch den Deutschen Fernsehpreis und in beiden Jahren den Grimme-Preis. Die Jurybegründungen heben Kroymanns Tempo, ihr Handwerk und ihr komödiantisches Timing hervor, hier werde „Haltung zu Unterhaltung“.
Im Dezember 2019 erhielt Kroymann den Fernsehpreis Rose d’Or für ihr Lebenswerk und 2020 wurde sie mit der Carl-Zuckmayer-Medaille des Landes Rheinland-Pfalz ausgezeichnet. Seit Juli 2022 hat sie bei Bremen Zwei einen Podcast mit dem Titel War’s das?, in dem sie mit Frauen über 50 darüber spricht, dass dieses Alter heute nicht das Karriereende bedeuten muss.
2023 erhielt Kroymann für ihr Lebenswerk den Grimme-Preis in der Kategorie Besondere Ehrung, die auch vom Deutschen Volkshochschul-Verband vergeben wird. Sie erhielt 2023 auch den Dieter-Hildebrandt-Preis mit der Begründung, dass sie eine Galionsfigur für Revolution, Emanzipation, Toleranz und demokratische Standhaftigkeit ist.
Im November 2024 nahm Kroymann als Lady Ananas an der elften Staffel von The Masked Singer teil. Sie schied in der dritten Folge aus und belegte den achten Platz.
2025 wird Maren Kroymann mit dem Sonderpreis des Robert Geisendörfer Preises ausgezeichnet. Die Jury des evangelischen Medienpreises würdigt damit das jahrzehntelange künstlerische Wirken einer „außergewöhnlichen Frau, die mit Mut, Scharfsinn und Humor Maßstäbe in der deutschen Medienlandschaft gesetzt hat“.

### Soziales Engagement und Privates
Kroymann outete sich 1993 öffentlich als lesbisch. Gemeinsam mit ihrer damaligen Partnerin Susanne Evers ließ sie sich für die Titelstory des Stern über lesbische Frauen porträtieren. Zu dieser Zeit gab es wenige queere Personen des Öffentlichen Lebens, Kroymann berichtete 2000, dass sie in Folge ihres Outings eine Zeit lang keine Rollen mehr angeboten bekam – trotz ihrer bis dahin erfolgreichen Karriere.
2010 wurde Kroymann von der LAG Lesben in NRW der Augspurg-Heymann-Preis für ihr lesbenpolitisches Engagement verliehen. Im Februar 2021 unterschrieb sie die im SZ-Magazin veröffentlichte Initiative #actout. Die von Eva Meckbach, Karin Hanczewski und Godehard Giese initiierte Aktion fordert mehr Akzeptanz für queere Schauspielerinnen und Schauspieler. Im Oktober 2021 erhielt sie bei der Preisverleihung des Deutschen Comedypreises den Ehrenpreis.
Im Januar 2023 las Kroymann zu Ehren queerer NS-Opfer im Rahmen einer Gedenkstunde im Deutschen Bundestag aus der Biografie der lesbischen Jüdin Mary Pünjer.
Kroymann ist Mitglied im Bundesverband Schauspiel (BFFS). Sie lebt in Berlin-Charlottenburg.

## Diskografie
- 1983: Maren Kroymann – Auf Du und Du mit dem Stöckelschuh (Doppel-LP, Live-Mitschnitt aus dem Berliner Grips-Theater)
- 2000: Gebrauchte Lieder (zusammen mit der Jo Roloff Band)
- 2012: In My Sixties (CD zum gleichnamigen Bühnenprogramm, Premiere Oktober 2012)
- 2019: Fredrik Vahle – Zugabe (Maren Kroymann singt Anne Kaffeekanne), Sauerländer audio

## Filmografie

### Kino
- 1993: Kein Pardon
- 1996: Das Superweib
- 2001: Escape to Life – Die Erika und Klaus Mann Story (Escape to Life)
- 2006: Verfolgt
- 2008: Die Welle
- 2008: Das Fremde in mir
- 2009: Maria, ihm schmeckt’s nicht!
- 2009: Horst Schlämmer – Isch kandidiere!
- 2010: Die Friseuse
- 2012: Zettl
- 2013: Freier Fall
- 2013: Halbschatten
- 2016: Mängelexemplar
- 2016: Antonio, ihm schmeckt’s nicht!
- 2017: Wendy – Der Film
- 2018: Wendy 2 – Freundschaft für immer
- 2018: Der Junge muss an die frische Luft
- 2020: Enkel für Anfänger
- 2022: Liebesdings
- 2022: Buba
- 2023: Enkel für Fortgeschrittene
- 2024: Der Buchspazierer

### Fernsehfilme
- 1986: Wanderungen durch die Mark Brandenburg
- 1990: Baldur Blauzahn
- 1992: Brandnacht
- 1999: Schande
- 2003: Der Preis der Wahrheit
- 2004: Ein Baby zum Verlieben
- 2006: Nicht ohne meine Schwiegereltern
- 2010: Es war einer von uns
- 2013: Mord in den Dünen
- 2014: Immer wieder anders
- 2014: Für immer ein Mörder – Der Fall Ritter
- 2014: Zu mir oder zu dir?
- 2014: Winnetous Weiber
- 2014: Seitensprung
- 2015: Zweimal lebenslänglich
- 2015: Familie verpflichtet
- 2016: Die Hochzeit meiner Eltern
- 2016: Ich will (k)ein Kind von Dir
- 2017: Jella jagt das Glück
- 2021: Mutter kündigt
- 2021: Mona & Marie
- 2023: Mona & Marie – Ein etwas anderer Geburtstag
- 2024: Kroymann – Ist die noch gut?

### Fernsehserien
- 1988: Oh Gott, Herr Pfarrer (13 Folgen)
- 1992–1993: Vera Wesskamp (20 Folgen)
- 1993: Wolffs Revier (Folge Roulette)
- 1993–1997: Nachtschwester Kroymann
- 1999: Gisbert (6 Folgen)
- 2000: Tatort: Bienzle und das Doppelspiel
- 2001–2009: Mein Leben & Ich (74 Folgen)
- 2004: Tatort – Bienzle und der steinerne Gast
- 2008: Tatort – Erntedank e. V.
- 2008: Unter Verdacht – Die falsche Frau
- 2009: Tatort – Schweinegeld
- 2010: Klimawechsel (6 Folgen)
- 2011: Bella Block – Stich ins Herz
- 2011–2012: Flemming (16 Folgen)
- 2012: Bella Block – Unter den Linden
- 2012: Kommissarin Lucas – Die sieben Gesichter der Furcht
- 2013: Tessa Hennig – Mutti steigt aus
- 2015: SCHULD nach Ferdinand von Schirach (Folge Schnee)
- 2015–2019: Eichwald, MdB (9 Folgen)
- 2016–2018: Hotel Heidelberg (4 Folgen)
- seit 2017: Kroymann (Satiresendung)
- 2018: Die Diplomatin – Jagd durch Prag
- 2019: Die Diplomatin – Böses Spiel
- 2019: Wilsberg: Gottes Werk und Satans Kohle
- 2020: How to Sell Drugs Online (Fast) (5 Folgen)
- 2024: The Masked Singer als Lady Ananas

## Schriften
- Carola Deutsch, Maren Kroymann, Lieselotte Steinbrügge: Ein Traum von Weiblichkeit. Zu Michael Nerlichs Interpretation der Fotobände von David Hamilton und Alain Robbe-Grillet. In: Lendemains, Februar 1981, S. 107–113
- Maren Kroymann, Lieselotte Steinbrügge: Hat keine was gesagt? Als Nachtrag zum Fall Matzneff. In: Süddeutsche Zeitung, 17. September 2020, S. 12

## Hörspiele (Auswahl)
- 1986: Patricia Highsmith: Das Zittern des Fälschers – Regie: Eberhard Klasse (Hörspiel – SWF/HR)
- 1988: Johannes Müller: Das Klingeln an der Wohnungstür – Regie: Werner Klein (Hörspiel – SFB)
- 1998: Michael Koser: Cocktail für zwei – Regie: Rainer Clute
- 2006: Mariannick Bellot: Weg ins Leben – Regie: Stefanie Hoster (Hörspiel – DKultur)
- 2013: Lorenz Schröter: Das Herz ist ein Vollidiot – Regie: Thomas Wolfertz (Hörspiel – WDR)
- 2014: Joy Markert: Der Mendelssohnriss – Regie: Alexander Schuhmacher (Hörspiel – DKultur)
- 2015: Honoré de Balzac: Eugénie Grandet – Regie: Marguerite Gateau (Hörspiel – DKultur)

## Hörbücher (Auswahl)
- 2007: Töchter des Himmels, von Amy Tan, Der Audio Verlag DAV
- 2008: Lost City Radio, von Daniel Alarcón, DAV, Regie Barbara Meerkötter
- 2009: Das Gold in der Seele, von Mathias Schreiber, DAV, Stimmen Frank Arnold, Maren Kroymann
- 2010: Ein Traum von Musik. Liebeserklärungen, von Elke Heidenreich, Deutschland Random House Audio, Stimmen Maren Kroymann, Roger Willemsen, Dieter Hildebrandt u. a.
- 2010: Gnade, von Toni Morrison, Übers. Thomas Piltz. Osterwold-Audio
- 2011: Alles inklusive, von Doris Dörrie, Diogenes Verlag, Stimmen Maria Schrader, Maren Kroymann, Petra Zieser, 377 Min. ISBN 978-3-257-80309-9.
- 2011: Ich kann mir alles merken: Nur nicht mehr so lange, von Nora Ephron, Übers. Ulrike Clewing. Deutschland Random House Audio
- 2018: Erinnerung eines Mädchens. Ungekürzte Lesung mit Maren Kroymann, von Annie Ernaux, Übers. Sonja Finck. Der Audio Verlag, Berlin ISBN 3-7424-0763-5.

## Podcast
- seit 2022: War’s das? mit Maren Kroymann auf bremenzwei

## Auszeichnungen
- 2000: Berliner Frauenpreis
- 2005: Rosa-Courage-Preis

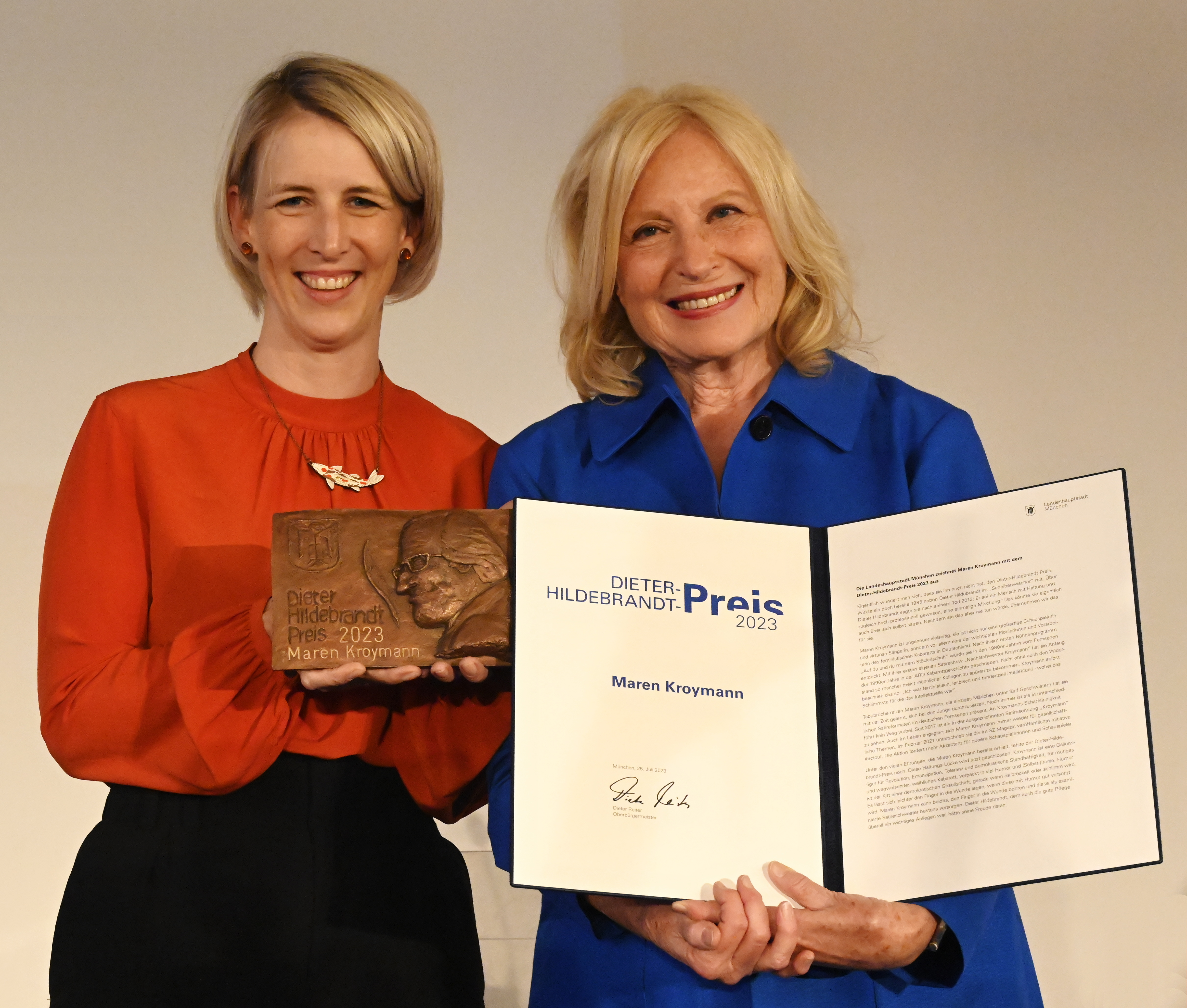
Maren Kroymann erhält den Dieter-Hildebrand-Preis 2023 von Bürgermeisterin Katrin Habenschaden

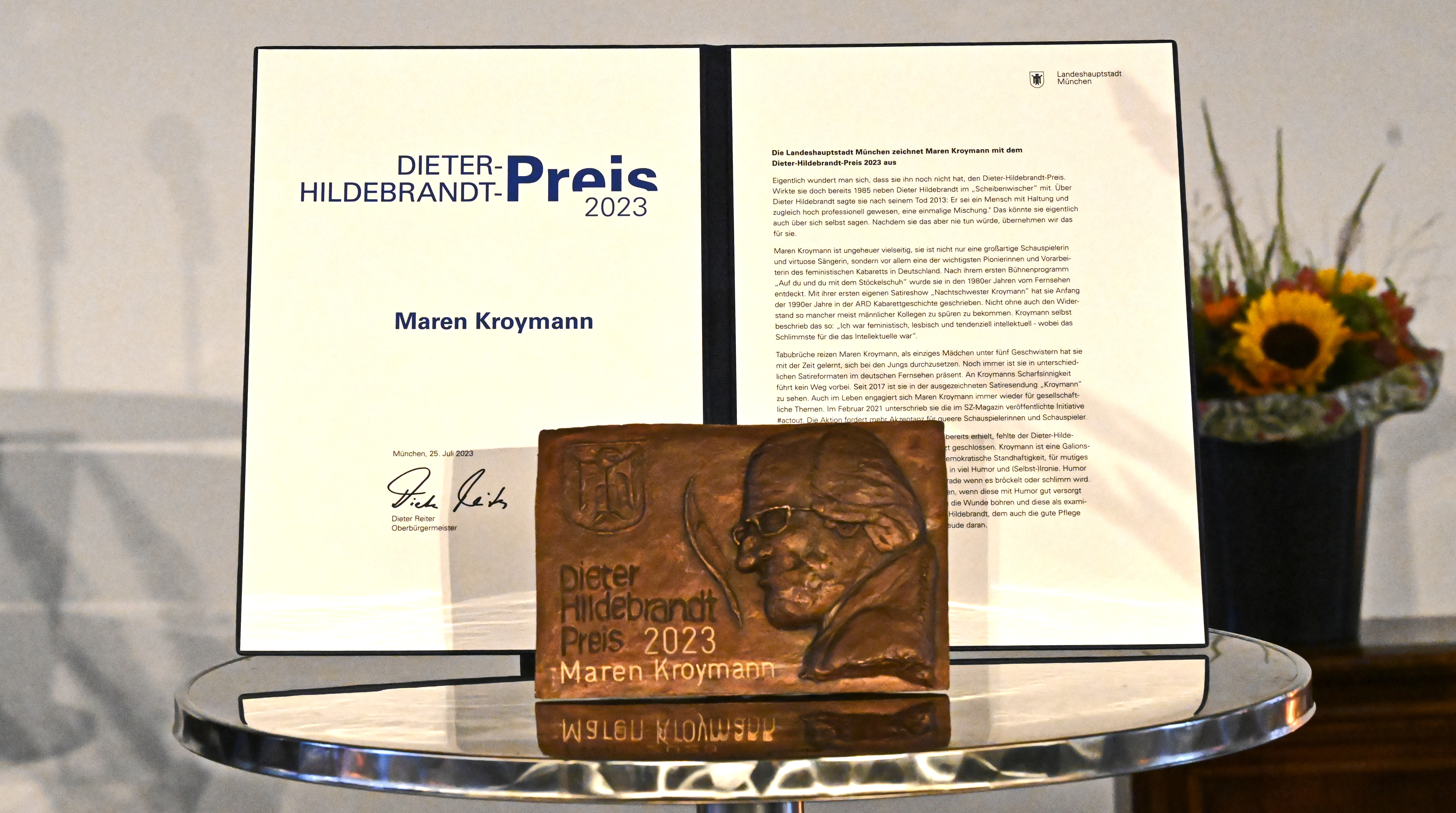
Urkunde vom Dieter-Hildebrandt-Preis 2023

- 2007: Preis der deutschen Filmkritik
- 2010: Augspurg-Heymann-Preis
- 2014: Prix Pantheon
- 2015: Kleinkunstpreis Baden-Württemberg (Ehrenpreis)
- 2015: Curt-Goetz-Ring
- 2017: Juliane-Bartel-Medienpreis für die Satiresendung Kroymann[26]
- 2018: Preis der Deutschen Akademie für Fernsehen in der Kategorie Fernsehunterhaltung für Kroymann
- 2018: Grimme-Preis
- 2019: Toni-Pfülf-Preis
- 2019: Bayerischer Fernsehpreis, Kategorie Unterhaltung[27]
- 2019: Deutscher Fernsehpreis, Beste Comedy[27]
- 2019: Rose d’Or[27]
- 2019: Grimme-Preis[28]
- 2020: Deutscher Fernsehpreis[29]
- 2020: Carl-Zuckmayer-Medaille
- 2020: Bayerischer Kabarettpreis (Ehrenpreis)
- 2021: Göttinger Elch[30]
- 2021: Deutscher Comedypreis – Ehrenpreis für das Lebenswerk[31]
- 2021: Tegtmeiers Erben (Jürgen von Manger-Preis für ein Lebenswerk)[32]
- 2021: Preis für die „Rede des Jahres“ 2021 vom Seminar für Allgemeine Rhetorik der Universität Tübingen[33]
- 2023: Dieter-Hildebrandt-Preis[34]
- 2024: Bundesverdienstkreuz am Bande[35]
- 2024: Verdienstorden des Landes Berlin[36]
- 2025: Grimme-Preis[37]
- 2025: Robert-Geisendörfer-Preis: Sonderpreis der Jury[38]